# Olympische Winterspiele 1980/Teilnehmer (Vereinigte Staaten)
| Gelbes Symbol für Goldmedaillen mit stilisierten Olympischen Ringen | Graues Symbol für Silbermedaillen mit stilisierten Olympischen Ringen | Braundes Symbol für Bronzemedaillen mit stilisierten Olympischen Ringen |
| ------------------------------------------------------------------- | --------------------------------------------------------------------- | ----------------------------------------------------------------------- |
| 6                                                                   | 4                                                                     | 2                                                                       |

Die Vereinigten Staaten nahmen an den Olympischen Winterspielen 1980 in Lake Placid mit einer Delegation von 101 Athleten (76 Herren, 25 Damen) teil. Der Eiskunstläufer Scott Hamilton wurde als Fahnenträger für die Eröffnungsfeier ausgewählt.

## Teilnehmer nach Sportarten

### Biathlon
Herren:
- Martin Hagen
20 km: 36. Platz
4 × 7,5 km: 8. Platz
- Peter Hoag Jr.
10 km: 45. Platz
4 × 7,5 km: 8. Platz
- Glen Jobe Jr.
20 km: 38. Platz
- Lyle Nelson
10 km: 19. Platz
4 × 7,5 km: 8. Platz
- Donald Nielsen Jr.
10 km: 44. Platz
4 × 7,5 km: 8. Platz
- Johnny Ruger
20 km: 45. Platz

### Bob
| Zweierbob: - Brent Rushlaw / Joe Tyler (USA I) 6. Platz - Dick Nalley / Howard Siler (USA II) 5. Platz | Viererbob: - Willie Davenport / Jeff Gadley / Bob Hickey / Jeff Jordan (USA I) 12. Platz - Jeff Jost / Dick Nalley / Howard Siler / Joe Tyler (USA II) 13. Platz |

### Eishockey
Herren: 
| - Bill Baker - Neal Broten - Dave Christian - Steve Christoff - Jim Craig - Mike Eruzione - John Harrington - Mark Johnson - Rob McClanahan - Ken Morrow | - Jack O’Callahan - Mark Pavelich - Mike Ramsey - Buzz Schneider - Dave Silk - Eric Strobel - Bob Suter - Phil Verchota - Mark Wells |

### Eiskunstlauf
| Damen: - Lisa-Marie Allen 5. Platz - Linda Fratianne - Sandy Lenz 9. Platz | Herren: - Scott Hamilton 5. Platz - David Santee 4. Platz - Charles Tickner | Paare: - Kitty Carruthers / Peter Carruthers 5. Platz - Sheryl Franks / Michael Botticelli 7. Platz | Eistanz: - Judy Blumberg / Michael Seibert 7. Platz - Stacey Smith / John Summers 9. Platz |

### Eisschnelllauf
| Damen: - Mary Docter 1500 m: 12. Platz 3000 m: 6. Platz - Sarah Docter 500 m: 23. Platz 1000 m: 14. Platz 1500 m: 13. Platz 3000 m: 10. Platz - Beth Heiden 500 m: 7. Platz 1000 m: 5. Platz 1500 m: 7. Platz 3000 m: - Leah Poulos-Mueller 500 m: 1000 m: | Herren: - Jim Chapin 500 m: 24. Platz - Eric Heiden 500 m: 1000 m: 1500 m: 5000 m: 10.000 m: - Dan Immerfall 500 m: 5. Platz - Craig Kressler 1000 m: 11. Platz 1500 m: 18. Platz 5000 m: 18. Platz 10.000 m: DNF - Peter Mueller 1000 m: 5. Platz - Tom Plant 1500 m: 17. Platz - Mike Woods 5000 m: 7. Platz 10.000 m: 4. Platz |

### Rodeln
| Damen: - Donna Burke 17. Platz - Susan Charlesworth DNF - Debra Genovese 15. Platz | Herren: - John Fee 14. Platz - Richard Stithem 20. Platz - Jeff Tucker 12. Platz | Doppelsitzer: - Ty Danco / Richard Healey 11. Platz - Ray Bateman, Jr. / Frank Masley 18. Platz |

### Ski Alpin
| Damen: - Christin Cooper Riesenslalom: 7. Platz Slalom: 8. Platz - Abigail Fisher Slalom: DNF - Holly Flanders Abfahrt: 14. Platz - Tamara McKinney Riesenslalom: DNF Slalom: DNF - Cindy Nelson Abfahrt: 7. Platz Riesenslalom: 13. Platz Slalom: 11. Platz - Heidi Preuss Abfahrt: 4. Platz Riesenslalom: 17. Platz | Herren: - Cary Adgate Abfahrt: DNF - Karl Anderson Abfahrt: DNF - Phil Mahre Abfahrt: 14. Platz Riesenslalom: 10. Platz Slalom: - Steve Mahre Riesenslalom: 15. Platz Slalom: DNF - Andy Mill Abfahrt: 16. Platz - Pete Patterson Abfahrt: 5. Platz Riesenslalom: DNF Slalom: DNF - Billy Taylor Slalom: DNF |

### Ski Nordisch

#### Langlauf
| Damen: - Leslie Bancroft-Krichko 5 km: 33. Platz 10 km: 28. Platz 4 × 5 km: 7. Platz - Betsy Haines 5 km: 37. Platz - Alison Owen-Spencer 5 km: 22. Platz 10 km: 22. Platz 4 × 5 km: 7. Platz - Beth Paxson 5 km: 26. Platz 10 km: 25. Platz 4 × 5 km: 7. Platz - Lynn Spencer-Galanes 10 km: 31. Platz 4 × 5 km: 7. Platz | Herren: - Tim Caldwell 15 km: 25. Platz 4 × 10 km: 8. Platz - Stan Dunklee 15 km: 22. Platz 30 km: 30. Platz 50 km: 33. Platz 4 × 10 km: 8. Platz - Jim Galanes 15 km: 33. Platz 30 km: 41. Platz 50 km: 20. Platz 4 × 10 km: 8. Platz - Bill Koch 15 km: 16. Platz 30 km: DNF 50 km: 13. Platz 4 × 10 km: 8. Platz - Doug Peterson 30 km: 45. Platz 50 km: DNF |

#### Nordische Kombination
Herren:
- Gary Crawford
Einzel: 28. Platz
- Mike Devecka
Einzel: DNF
- Kerry Lynch
Einzel: 18. Platz
- Walter Malmquist
Einzel: 12. Platz

#### Skispringen
Herren:
- Jeff Davis
Normalschanze: 17. Platz
Großschanze: 44. Platz
- Jim Denney
Normalschanze: 36. Platz
Großschanze: 8. Platz
- Jim Maki
Normalschanze: 26. Platz
- Walter Malmquist
Großschanze: 27. Platz
- Chris McNeill
Normalschanze: 23. Platz
- Reed Zuehlke
Großschanze: 45. Platz